# Bezirk Šiauliai
Der Bezirk Šiauliai (deutsch Bezirk Schaulen) ist einer der zehn Verwaltungsbezirke, die seit 1994  die oberste Stufe der Verwaltungseinteilung Litauens bilden. Bis zum 30. Juni 2010 gab es eine Bezirksverwaltung.

## Verwaltungsgliederung
Der Bezirk Šiauliai umfasst sieben der 60 – weiterbestehenden – Selbstverwaltungsgemeinden (savivaldybės), die größer gefasst sind als deutsche Gemeinden und kleiner als deutsche "Landkreise". Im Bezirk Šiauliai gibt es eine 'Stadtgemeinde' und sechs 'Rajongemeinden' (rajono savivaldybės), die aus kleineren Städten und Dörfern bestehen: 

### Stadtgemeinde
- Stadtgemeinde Šiauliai (100.618) (Einwohner 2018)

### Rajongemeinden
- Rajongemeinde Akmenė (28.596)
- Rajongemeinde Joniškis (22.514)
- Rajongemeinde Kelmė (26.790)
- Rajongemeinde Pakruojis (20.369)
- Rajongemeinde Radviliškis (37.243)
- Rajongemeinde Šiauliai (41.221)

## Medien
- Šiaulių kraštas, Tageszeitung